# 카모프 Ka-27
카모프 Ka-27 헬릭스는 러시아의 다목적 헬리콥터로, 동축반전방식의 메인로터 방식으로 설계되었다. 해군함 탑재용 헬리콥터로 소비에트 해군에서 처음 요구하여 카모프설계국에서 설계를 담당 개발하고 바시키르공화국 쿠메르타우(kumertau)시의 기차역 동북쪽에 접하고 있는 쿠메르타우 항공(КумАПП)에서 제작 생산되고 있으며, 현재는 러시아, 우크라이나, 대한민국, 중화인민공화국, 인도 등지에서 운용중이다. Ka-28은 성능을 낮춘 수출형이고, Ka-32T 카모프 헬기는 1994년에 다목적 민간용으로 설계된 헬리콥터이다.
처음으로 서방의 안전 기준을 만족한 러시아제 헬리콥터이며, 동축반전방식의 헬기로서 상승력이 강력하여 악천후에서도 비행할 수 있다.

## 운용국

### 군사

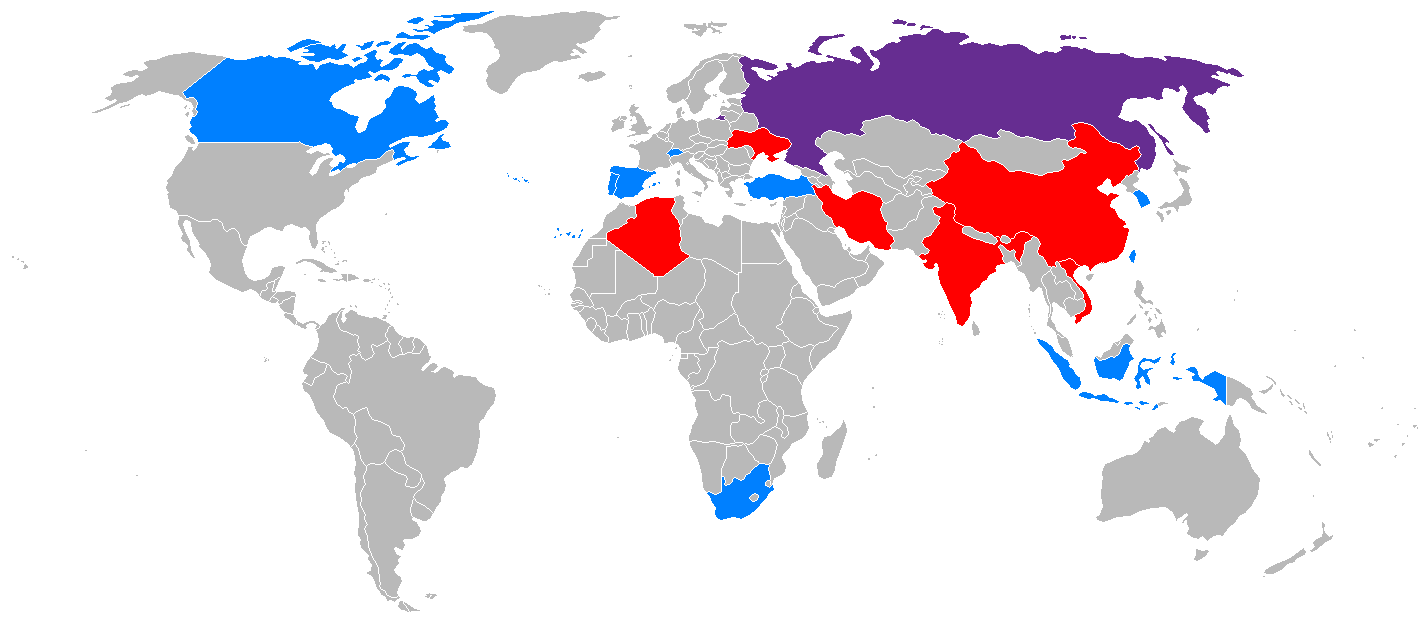
Ka-27 운용국

- 알제리 공군 - Ka-32T 3대 운용
- 중화인민공화국 해군 항공대
- 인도 해군
- 러시아 해군
- 소비에트 해군 항공대
- 우크라이나 해군 항공대
- 베트남 공군
- Ka-28 2대 (현재는 퇴역, 박물관에 전시)
- 대한민국 공군 Ka-32S 7대, Ka-32 대한민국 해양경찰청 7대 운용

### 민간

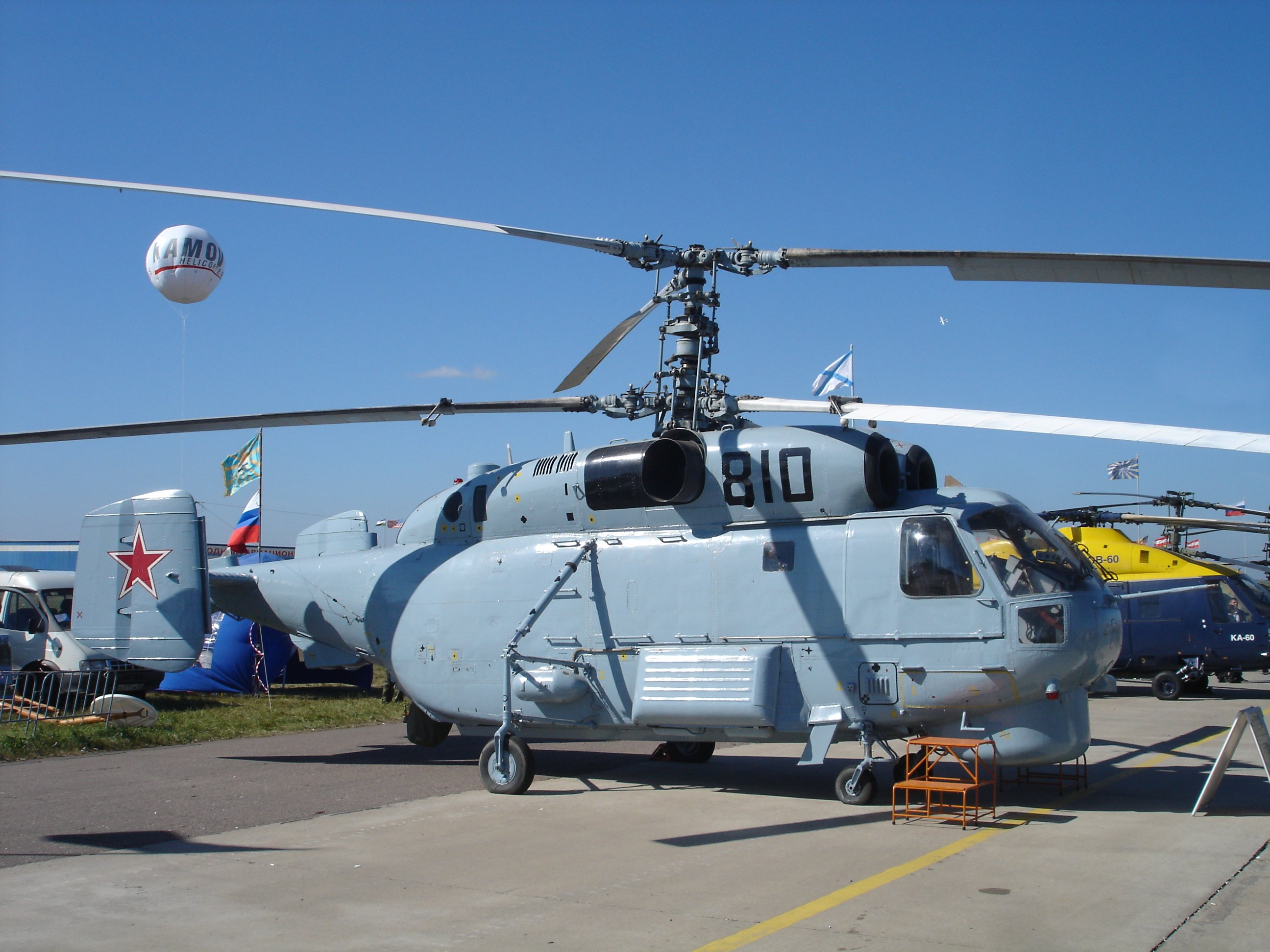
Ka-27

- 터키 산림청 - Ka-32 8대 운용
- 밴쿠버 섬 - Ka-32A11BC 운용
- 비군사목적(피난, 수색 및 구조, 수송, 소방방제)으로 Ka-32를 구매할 계획[3]
- 비군사목적, 주로 소방방제용으로 Ka-32 운용
- 대한민국 산림청 소방방제용 외 민수용 등 - Ka-32 - 46대 운용
- Ka-32A11BC 운용
- Ka-32A12, Ka-32T 운용

## 파생형
- Ka-25-2 : 첫 번째 원형.
- Ka-27K : 대잠전 기체의 원형.

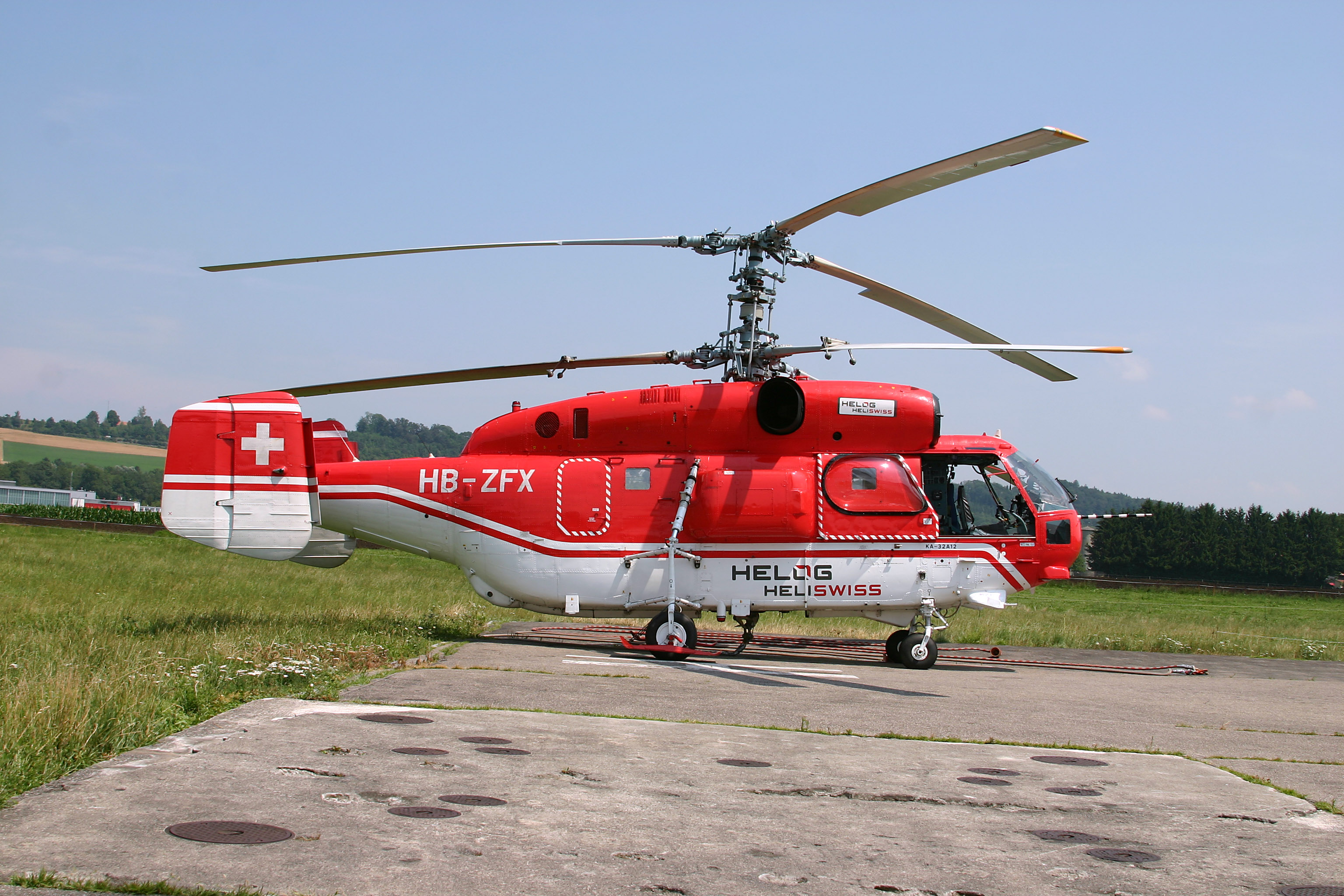
스위스의 Ka-32A12

- Ka-27PL "Helix-A" : 대잠전 헬리콥터.
- Ka-27PS "Helix-D" : 수색 및 구조 헬기.
- Ka-27PV : Ka-27PS의 무장형.
- Ka-28 "Helix-A" : Ka-27PL의 수출형.
- Ka-29TB "Helix-B" : 강습 수송 헬기, 2명의 조종사와 16명의 인원 탑승 가능.
- Ka-29RLD : 공중 조기 경보기, 지상 감시 헬리콥터; 후에 Ka-31로 재설계됨. 인도의 INS 비라트 항공모함에서 사용.
- Ka-32A : 민간 수송 헬리콥터. 초기 생산형.
- Ka-32A1 : 소방 방제 헬리콥터, 산불 진화용 장비 장착.
- Ka-32A2 : 경찰 헬리콥터, 두 개의 서치라이트와 확성기 장착.
- Ka-32A3 : 특수 수색 및 구조, 해난 구조 및 피난 목적.
- Ka-32A7 : Ka-27PS의 무장형.
- Ka-32A11BC : 캐나다에서 보증된 형.
- Ka-32A12 : 스위스에서 등록되고 승인된 형.
- KA-32C: 덜 알려진 커스텀 형태.
- Ka-32M : 1839 kW TV3-117VMA-SB3 엔진으로 개발된 프로젝트. 아마 Ka-32-10 프로젝트를 대체할 것.
- Ka-32S "Helix-C" : 해상 물품 운송, 수색 및 구조 헬리콥터, 언더노즈 레이다를 장비함.
- Ka-32T "Helix-C" : 물품 수송 헬리콥터, 2명의 승무원과, 16명의 승객 탑승가능.
- Ka-32K : 크레인을 장비한 헬리콥터, 부조종사를 위한 신축성의 곤돌라 장비함.

## 제원 (Ka-27)
- 승무원(crew)=1-3,

Ka-27

- 수송능력(capacity)= 화물 5,000kg, Ka-32T- 승무원2+승객16명
- 길이(length) m=11.3
- 높이(height) m=5.5
- 기체자중(empty weight) kg=6,600
- 총 중량 gross weight) kg=11,000
- 최대 이륙중량(max takeoff weight) kg=12,000
- 최고속도(max speed) km/h=270
- 순항속도(cruise speed) km/h=205
- 항속거리(range) km=980
- 상승 한계(ceiling) m=5,000
- 체공시간 (Ka-32T)= 3시간 10분

Data from 
무장

Ka-27
- 1 × 어뢰 (AT-1M, VTT-1, UMGT-1 Orlan, APR-2 Yastreb) 또는 36 RGB-NM & RGB-NM-1 소노부이

Ka-29TB
- 1 × mobile forward firing GShG-7.62 minigun with 1800발
- 1 × 30 mm 2A42 cannon with 250발 (flexible semi-rigid mount, optional/removable with ammunition carried in cabin)
- four external hardpoints for bombs, rockets, gunpods, munitions dispensers, special four round missile launchers for the 9K114 Shturm

항법장비

- 레이다, MAD, 디핑 소나, 소노부이

## 정비
과거 러시아 헬기는 군용으로 만들어져 경제적인 부분, 특히 정비와 운용비에서의 개념이 미흡했기에 체계적인 품질관리의 미흡으로 사고도 자주 발생했고 세계적인 평가도 다소 낮았다. 특히 카모프는 로터구조가 복잡한 3엽 동축반전 로터에 5엽 메인로터에 쓰는 엔진을 가져다 마력수만 조금더 올려 장비한 것이라 정비할 부품이 더 많다.
러시아 내에서만 쓰이던 카모프사의 헬기가 1990년대 이후 해외판매되면서부터 이 같은 지적들을 만회하기 위해, 러시아 정부에서 헬기 분야를 통합해 체계적으로 품질관리를 유지할 통합관리회사를 만들고, 품질과 안전 문제해결 노력의 일환으로, 스위스나 캐나다에 있는 전문업체들을 통해 시간당 운용비용 단축과 부품 후속지원에 대한 체계를 정립 노력한 결과 2014년 현재 동급 수준의 경쟁 기종들에 비해 그리 뒤떨어지지 않는 수준까지 향상되었다.
한국내에는 LG상사 청주정비공장에 동시에 6대를 오버홀/창정비 가능한 시설을 보유하고 있고 부품수급을 위해 러시아에 사무실 개설과 아울러 국내에 50억원어치의 주요부품재고를 유지하고 있으며, 대한민국에서 운용되고있는 카모프 Ka-32헬기에 대한 체계적인 후속지원을 위해 카모프사 기술진을 LG상사에 지속 파견하여 완벽한 협력을 통해 신속하고 안전한 정비를 수행하고 있다. 이러한 국내 모범사례는 러시아 헬기를 운용하는 다른 국가에 모범사례로 전파되어 우리의 헬기 및 후속지원에 대한 평판을 매우 높여줬다.
또한 국내 최대 운용조직인 산림청 소속의 Ka-32 헬기는 300시간, 600시간마다 분해정비 및 러시아본사 기술진의 오버홀 수준의 정비를 10년에 한번씩 또는 매2,000시간운항시 마다 받고 있었으나, 강원도 원주시에 위치한 산림항공본부에서 국가기관으로서는 최초로 국내에서 2015년 11월 27일 러시아 설계국 KAMOV社 정비기술센터 인증을 획득하여, 순수 국내 기술진만으로도 기체오버홀수준(100%) 자체정비가 가능하다.
카모프 Ka-32헬기의 운용비용을 가늠하는데 가장 큰 부분인 엔진 수명의 경우 국내에 들어온 Ka-32는 TB3-117BMA 엔진을 사용해 엔진오버홀 주기가 최초 575시간에서 2,000시간으로 증대된 것으로 알려지고 있으며,
2014년 1월 현재 우크라이나의 모터시치(Motor Sich, 우크라이나/러시아어 발음 기준 모또르 시치)사와 협력해서 생산되는 최신형 엔진의 경우 운용수명이 5,000시간으로 늘어났으며, 이 엔진 수명을 기준으로 다른 부품들의 수명도 늘어나고 있고 안전성이 개선되면서 Ka-32 정비비용도 상당부분 줄어들었으며, 100% 오버홀 수준의 국내 정비기술 인증으로 카모프 헬기 세계2위 확보국답게 향후 지속 운용 유지 및 기체 오버홀까지도 어려움이 없게되었다.

## 추락기체
2009년 11월 6일 민간항공사 C사 소속의 헬기 1대가 한전의 송전탑 건설공사 현장의 벌채목 운반에 투입된뒤, 연료를 보급하기 위해 돌아가던중, 강원도 인제군 점봉산 9부능선에서 추락, 항공사소속 임원 1명과 조종사 1명, 총 2명 사망
2009년 11월 23일 12시 15분 산림항공본부 영암산림항공관리소 헬기가 전남 영암호에 산불진화를 위한 담수훈련 비행에 나가서 추락, 탑승자 3명 사망
2011년 4월 4일 18시 5분경 경기도 연천군 전곡읍 양원리 야산 8부 능선에서 러시아제 카모프 Ka-32T기종 민간헬기가 산 밑에서 정상까지 송전철탑 건설 자재를 운반하던 중 추락해 기장 등 탑승자 2명 전원사망.
2018년 12월 1일 오전 11시 25분, 서울 강동대교 북단에서 산불 진화를 위해 담수 중이던 산림청 소속 Ka-32T 헬리콥터가 한강에 추락, 조종사와 부조종사는 구조되었으나 정비사 1명 사망.

## 한국 해병대 상륙기동헬기 도입 관련

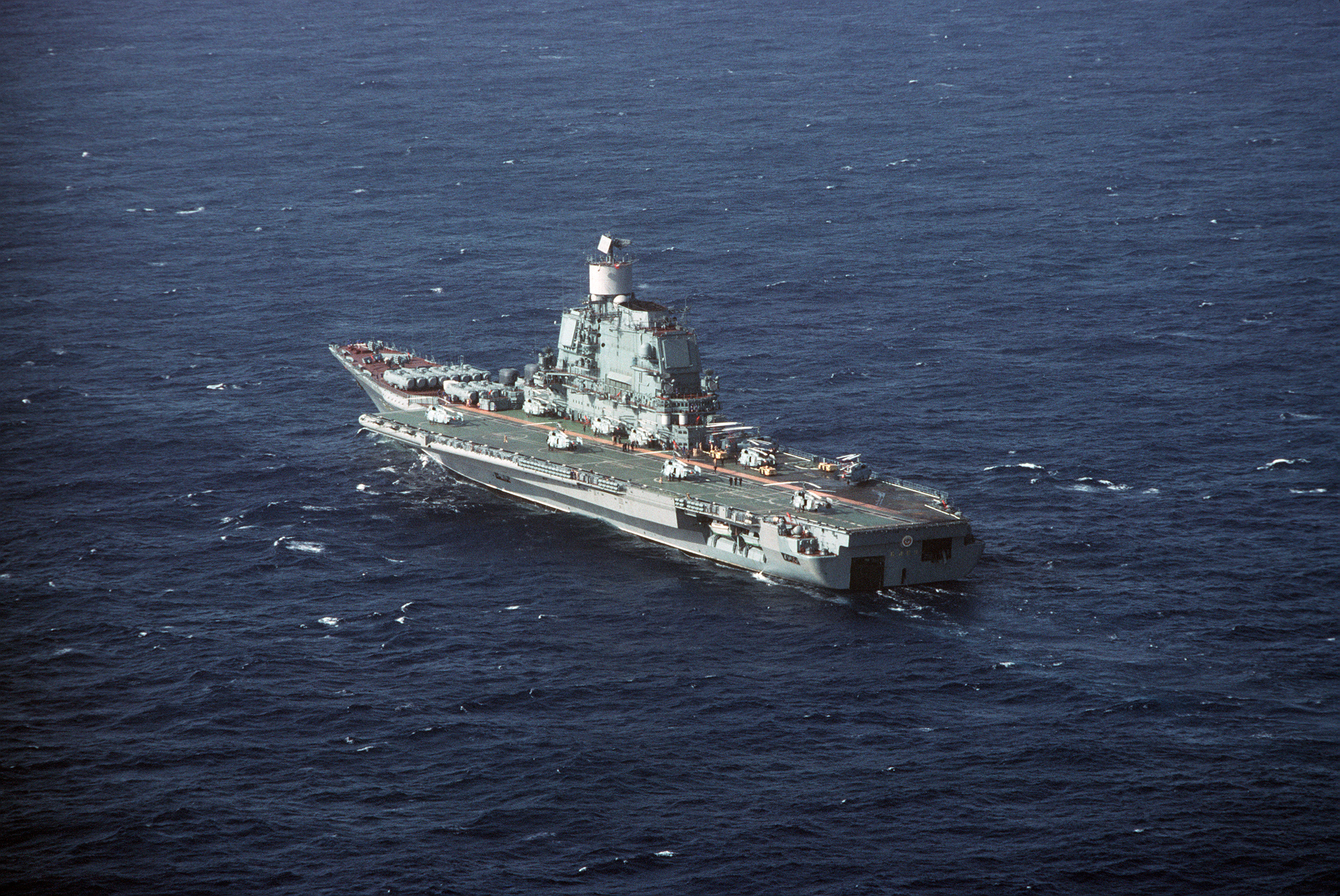
1988년 키에프급 항공모함에 카모프 헬기 8대가 탑재되어 있다.

해병대는 2008년 긴급소요로 상륙기동헬기 도입사업으로 Ka-32 32대를 요구한바 있다. 해병대 헬기도입사업은 Ka-32와 KUH를 일정비율 섞어 도입하는 2가지 안과, 치누크와 같은 대형수송헬기를 도입하는 안, 총 3가지 안이 존재한다. 해병대는 어떤헬기라도 좋다는 입장으로, 최초 3차 불곰사업으로 예산을 절감가능해 실현가능성이 높은 Ka-32도입을 요구했으나, 이후 KUH상륙기동형으로 바뀌었다가, 2010년초에는 다시 Ka-32도입이 3차 불곰사업목록에 거론되기도 하였으나 러시아측과 상호 협상 결렬로 인해 추가도입은 실패하였다.
이후 대한민국 해병대 상륙기동헬기는 KAI의 수리온 개량형으로 선정하여 상륙 기동헬기 개발사업으로 2015년까지 개발후 40여대를 도입계획으로 추진중이다.
러시아는 키에프급 항공모함 주력 헬기로 카모프 헬기를 1950년대부터 해군용으로 개발해 사용해 왔다. 미국 해군의 주력헬기인 10톤 시호크 보다 큰 12톤이다.

## 같이 보기
- 카모프 Ka-25
- 시콜스키 S-64E
- 수리온
- 수리온 산림청헬기
- 불곰사업
- 산림항공본부